# Terray Pál

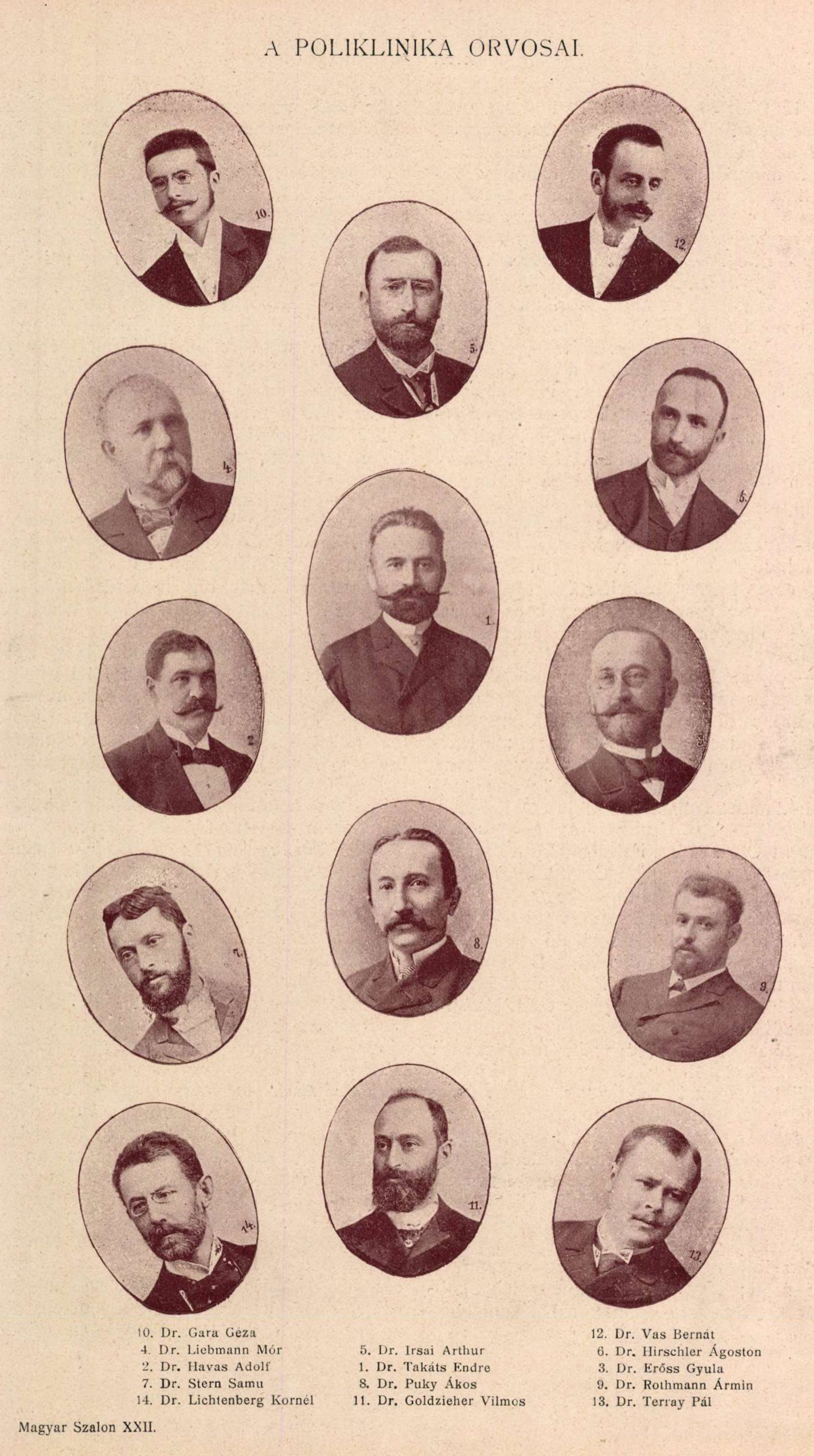
A Poliklinika orvosai 1894-ben. 10. Dr. Gara Géza. 4. Dr. Liebmann Mór 2. Dr. Havas Adolf. 7. Dr. Stern Samu 14. Dr. Lichtenberg Kornél. 5. Dr. Irsai Arthur 1. Dr. Takáts Endre.8. Dr. Puky Ákos. 11. Dr. Goldzieher Vilmos. 12. Dr. Vas Berndt. 6. Dr. Ilirschler Ágoston 3. Dr. Erőss Gyula. 9. Dr. Rothmann Ármin. 13. Dr. Terray Pál.

Terray Pál, Terray Pál Árpád (Vizesrét, 1861. augusztus 27. – Budapest, Józsefváros, 1926. november 20.) belgyógyász, egyetemi tanár, egészségügyi főtanácsos, a Gróf Apponyi Albert poliklinika főorvosa.

## Élete
Terray Pál Mihály (1809–1890) erdőmester és Koricsánszky Emília (1824–1895) fiaként született. Iskoláit Rimaszombat és Rozsnyó után a Budapesti Tudományegyetem Orvosi Karán kitüntetéssel fejezte be. 1884-ben szerezte meg orvosi diplomáját. 1884 és 1889 között a Korányi Sándor által vezetett II. sz. Belgyógyászati Kóroda gyakornoka, 1889 és 1894 között tanársegéde volt. 1894-ben a mellkasi szervek bántalmai című tárgykörből egyetemi magántanárrá habilitálták. 1904-ben rendkívüli tanári címet kapott.
1894-től az Apponyi-féle Szövetség utcai poliklinika főorvosa volt. 1902-ben a Magyar Tudományos Akadémia egyik jutalmát nyerte el könyvpályázatával. 1924-ben egészségügyi főtanácsos lett. Sok főúri családnak volt orvosa, így például József Ágost főhercegnek és a Károlyi családnak is.
Felesége Horváth Erzsébet (1887. szeptember 1. – Budapest, 1964. július 17.), esküvőjük Budapesten volt, 1918. szeptember 21-én, gyermekük nem született.

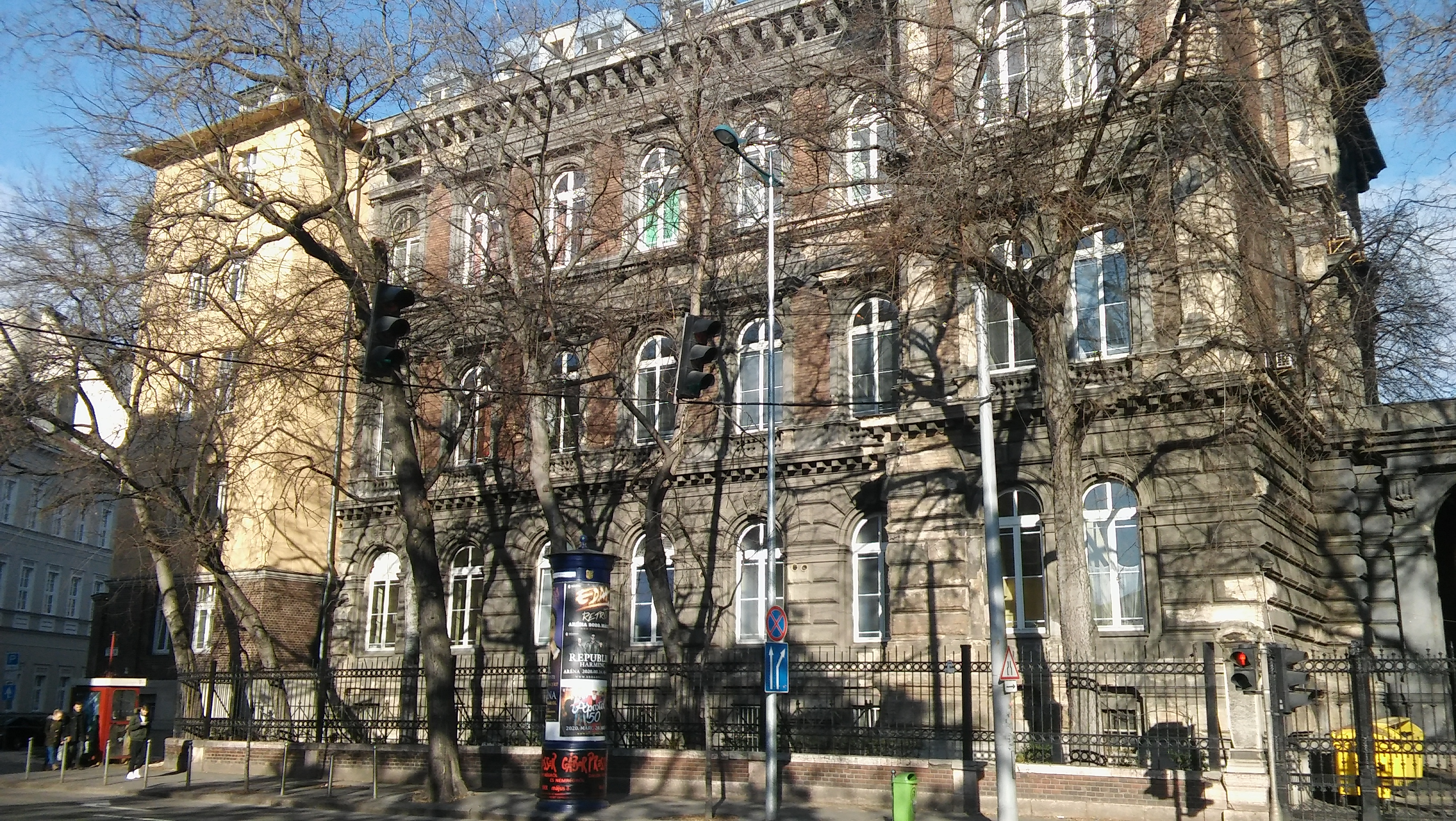
A Korányi Klinika épülete, ahol 1884 és 1904 között dolgozott

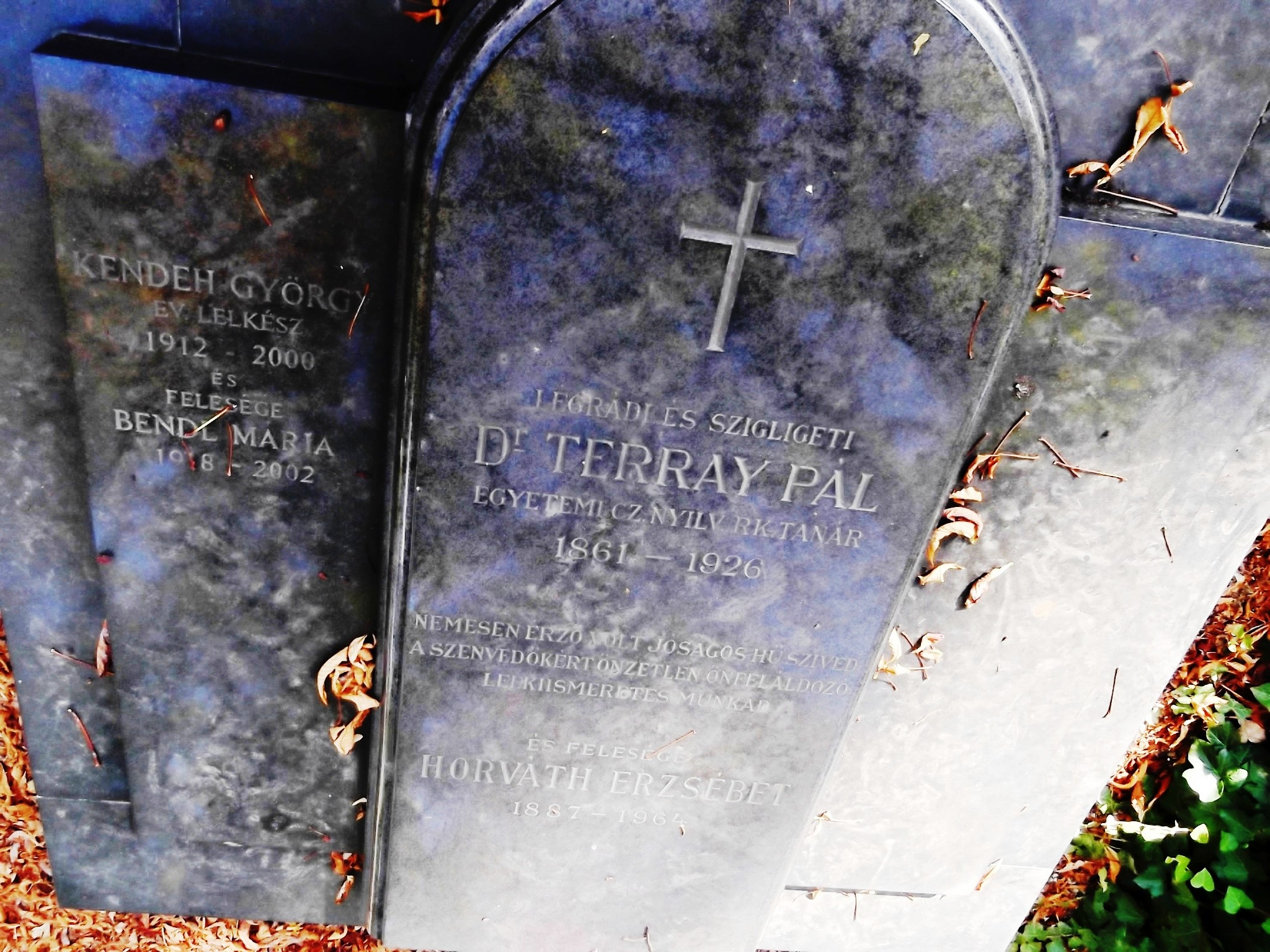
Feleségével közös sírja a Farkasréti temetőben

## Fontosabb munkái
- Terray Pál (1861–1926) 5 publikációjának az adatai. OSZK. Katalógus.[7]
- A levegő oxygén-tartalmának befolyása az anyagcserére. Budapest. Magyar Orvosi Archivum. VI. évfolyam. 1897. 1-61.[8]
- Terray Pál-Hirschler Ágoston. A diaetetika tankönyve. Budapest, Sorozatcím: Magyar Orvosi Könyvkiadó Társulat könyvtára. 1900.[9]
- Terray Pál-Hirschler Ágoston. A szervetlen sók jelentőségéről, a szervezet anyagcseréjében. Akadémiai pályamunka. 1902.[10]